# Fender Nocaster
 (février 2024).
Si vous disposez d'ouvrages ou d'articles de référence ou si vous connaissez des sites web de qualité traitant du thème abordé ici, merci de compléter l'article en donnant les références utiles à sa vérifiabilité et en les liant à la section « Notes et références ».

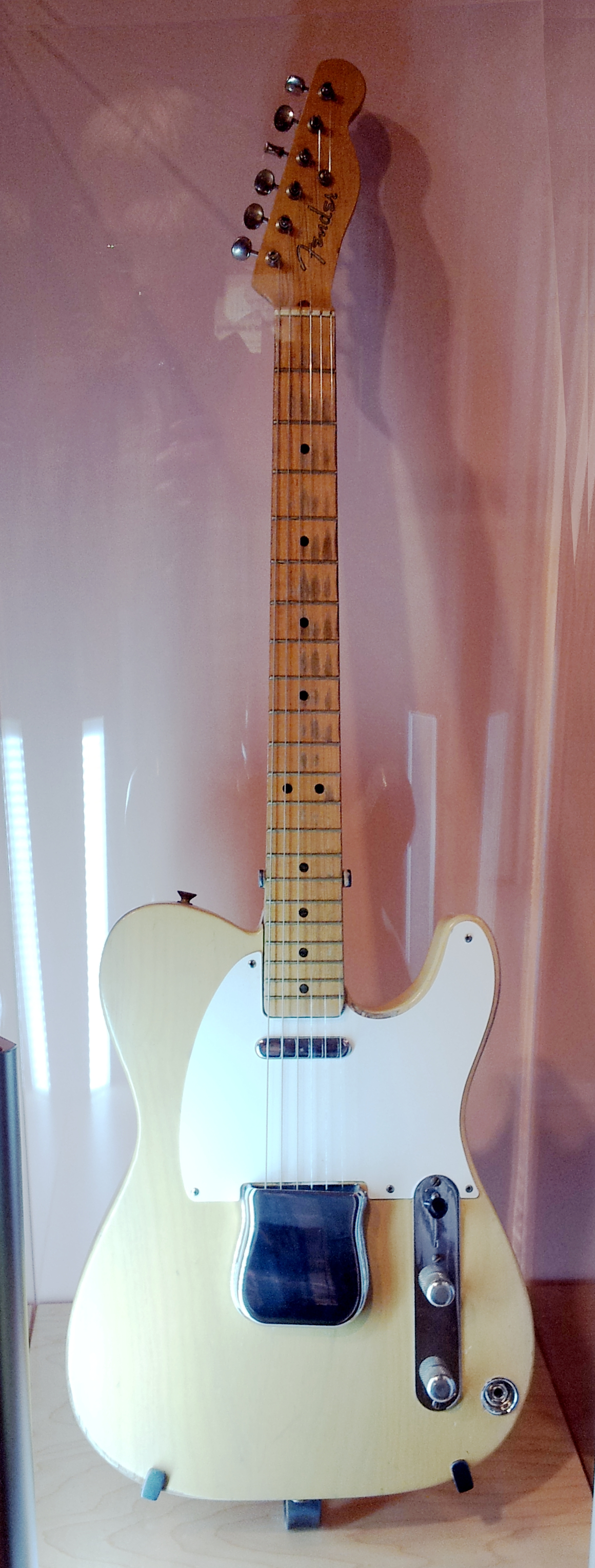
Une Fender Nocaster exposée au Museum of Making Music à Carlsbad en Californie.

Fender Nocaster est le surnom donné à la première série de guitares électriques Telecaster de la marque Fender, sortie de ses usines en 1951 alors que le décalcomanie portant le nom Telecaster n’est pas encore parvenue à la chaîne de fabrication. Cette guitare est officiellement une Telecaster mais l’absence de nom sur la tête de manche au côté de la marque Fender lui vaut ce surnom.

## Historique
Le nom originel de cette guitare, déclinaison de la Fender Esquire par l’ajout d’un second micro, est Broadcaster. La firme Gretsch utilise déjà le nom, orthographié Broadkaster, pour une ligne de batteries ; par conséquent, Fender doit cesser de l'utiliser. Le nouveau modèle portera donc le nom de Telecaster.
Le changement de nom ne doit pas retarder la production de la nouvelle guitare et, en attendant les nouvelles décalcomanies Telecaster, la décision de n’utiliser que le logo Fender sur la tête de manche est prise. Ainsi une série de guitares est placée sur le marché sans aucune appellation,.  
Durant les années 1970, un regain d'intérêt pour les guitares anciennes se développe chez les musiciens et aussi chez les spéculateurs. Le terme « Nocaster » est imaginé par le public pour désigner l'absence de nom sur ces modèles et cette appellation s’inscrit graduellement dans le langage courant des collectionneurs faisant référence, internationalement, à ces instruments. 
Fender dépose le nom et, en 1999, produit une série limitée estampillée Fender Nocaster, fabriquée avec les caractéristiques du modèle original.